# ITU-R
L'ITU Radiocommunication Sector (ITU-R) è uno dei tre settori (divisioni o unità) dell'International Telecommunication Union (ITU) ed è responsabile per le comunicazioni radio.
Il suo ruolo è quello di gestire le risorse dello spettro internazionale di radiofrequenze e le orbite dei satelliti, e di sviluppare standard per i sistemi di radiocomunicazione con l'obiettivo di assicurare un uso efficiente dello spettro elettromagnetico.
L'ITU deve necessariamente, in base alla sua costituzione, allocare lo spettro e registrare assegnazioni di frequenze, posizioni orbitali e altri parametri dei satelliti, “in modo da evitare interferenze nocive tra le stazioni radio di diversi paesi”. La gestione dello spettro elettromagnetico internazionale è basata su procedure per la coordinazione, la notifica e la registrazione delle frequenze.
L'ITU-R ha un segretariato permanente, il Radiocommunication Bureau, presso la sede principale dell'ITU a Ginevra in Svizzera. Il direttore è Mario Maniewicz, eletto nel 2018.

## Storia
Il CCIR —Comité consultatif international pour la radio, "Consultative Committee on International Radio" o "International Radio Consultative Committee"— fu fondato nel 1927.
Nel 1932 il CCIR e parecchie altre organizzazioni (incluso l'ITU originale, fondato come International Telegraph Union nel 1865) vennero fusi in quello che nel 1934 divenne l'International Telecommunication Union.  Nel 1992, il CCIR divenne l'ITU-R.